# Alan A'Court
Alan A'Court (Rainhill, 30 settembre 1934 – Nantwich, 14 dicembre 2009) è stato un calciatore e allenatore di calcio inglese, di ruolo attaccante.

## Carriera

### Club
A'Court era un'ala sinistra che ha iniziato nelle giovanili dei Prescot Cables, prima di firmare un contratto con l'allora manager del Liverpool, Don Welsh.
Nonostante fosse seguito dagli osservatori della Rugby League, preferì il calcio firmando un contratto con i Prescot Cables, a 18 anni, nel settembre 1952, disdegnando i contatti che ebbe con Everton e Bolton, per diventare apprendista ad Anfield, una decisione che ha pagò la sua scelta appena sei mesi dopo quando entrò di fatto nella prima squadra.
Fece il suo debutto in una partita di campionato a Ayresome Park il 7 febbraio 1953, partita vinta dal Liverpool per 3-2. Il suo primo gol arrivò un mese più tardi, il 14 marzo, in una partita di campionato giocata tra le mura amiche dello stadio di Anfield,  con il risultato di 2-0 contro il Sunderland. La stagione seguente giocò 16 volte in campionato, in un Liverpool relegato in Seconda Divisione. Durante la prima stagione del club di Anfield,  A'Court totalizzò 33 presenze tra campionato e coppa. Rimase a Liverpool anche se la squadra non riuscì a ritornare nel campionato maggiore.
All'età di 24 anni e 89 giorni aveva giocato 200 partite di campionato per i Reds diventando così il più giovane giocatore a farlo, un record che resiste a tutt'oggi.
Nonostante A'Court fosse un giocatore forte e talentuoso rimase fedele alla squadra anche nel periodo in cui il Liverpool militava in Seconda Divisione. Nel 1962 celebrò la promozione in Prima Divisione sotto la guida di Bill Shankly con 8 punti di vantaggio sul Leyton Orient quando allora i punti per la vittoria erano 2.
A'Court giocò 23 partite durante la prima stagione del Liverpool in Prima Divisione, dando il suo apporto a conseguire l'ottavo posto finale.
Alcuni gravi infortuni ne rallentarono la carriera. Perse tutta la stagione 1963/64 quando il Liverpool vinse il campionato. Bill Shankly ingaggiò al suo posto Peter Thompson dal Preston. Dopo aver trascorso gran parte della sua carriera al Liverpool, giocando 382 volte e segnando 63 gol, A'Court lasciò il club per passare al Tranmere Rovers nel mese di ottobre 1964.
L'ultima uscita di A'Court con i Reds, fu la prima storica partita in un match valevole per una Coppa Europea giocata ad Anfield. La partita era la gara di ritorno dei turni preliminari di Coppa dei Campioni contro gli islandesi del KR Reykjavik e fu giocato il 14 settembre 1964, vinse il Liverpool 6-1 dopo aver già vinto l'andata per 5-0.
In seguito divenne allenatore-giocatore al Norwich City, prima di ricoprire il ruolo di coach in squadre dello Zambia e Nuova Zelanda. Divenne anche assistente in seconda della Stoke City a fianco di George Eastham e a gennaio 1978 divenne allenatore di transizione quando Eastham fu esonerato. Da Stoke si trasferì al Crewe Alexandra come assistente manager, poi andò nello staff tecnico North Staffordshire Polytechnic, che più tardi divenne la Staffordshire University. Allenò il Nantwich Town dal settembre 1983 all'aprile 1984 e poi si ritirò dalle scene calcistiche.

### Nazionale
Mentre ancora militava in Seconda Divisione, A'Court fu convocato dal manager della nazionale inglese, Walter Winterbottom, che era alla ricerca di un giocatore per sostituire l'infortunato Tom Finney. Winterbottom fece esordire l'ala sinistra, nella prima delle sue 5 convocazioni in Nazionale, il 6 novembre 1957 in un match del Campionato Britannico contro Nord Irlanda a Wembley. Il goal di A'Court e quello di Duncan Edwards non furono sufficienti a impedire all'Inghilterra di perdere la partita per 3-2.
Il punto culminante della sua carriera in nazionale, furono le partite dei Mondiali del 1958 in Svezia. Giocò tutte le 3 partite di qualificazione contro Brasile (0-0), Austria (2-2) e l'Urss (0-1), e lo fece nonostante militasse in un club di Seconda Divisione.

## Statistiche

### Cronologia presenze e reti in nazionale
| Cronologia completa delle presenze e delle reti in nazionale ― Inghilterra | Cronologia completa delle presenze e delle reti in nazionale ― Inghilterra | Cronologia completa delle presenze e delle reti in nazionale ― Inghilterra | Cronologia completa delle presenze e delle reti in nazionale ― Inghilterra | Cronologia completa delle presenze e delle reti in nazionale ― Inghilterra | Cronologia completa delle presenze e delle reti in nazionale ― Inghilterra | Cronologia completa delle presenze e delle reti in nazionale ― Inghilterra | Cronologia completa delle presenze e delle reti in nazionale ― Inghilterra |
| Data                                                                       | Città                                                                      | In casa                                                                    | Risultato                                                                  | Ospiti                                                                     | Competizione                                                               | Reti                                                                       | Note                                                                       |
| -------------------------------------------------------------------------- | -------------------------------------------------------------------------- | -------------------------------------------------------------------------- | -------------------------------------------------------------------------- | -------------------------------------------------------------------------- | -------------------------------------------------------------------------- | -------------------------------------------------------------------------- | -------------------------------------------------------------------------- |
| 6-11-1957                                                                  | Londra                                                                     | Inghilterra                                                                | 2 – 3                                                                      | Irlanda del Nord                                                           | Amichevole                                                                 | 1                                                                          |                                                                            |
| 11-6-1958                                                                  | Göteborg                                                                   | Brasile                                                                    | 0 – 0                                                                      | Inghilterra                                                                | Mondiali 1958 - 1º turno                                                   | -                                                                          |                                                                            |
| 15-6-1958                                                                  | Borås                                                                      | Inghilterra                                                                | 2 – 2                                                                      | Austria                                                                    | Mondiali 1958 - 1º turno                                                   | -                                                                          |                                                                            |
| 17-6-1958                                                                  | Göteborg                                                                   | Unione Sovietica                                                           | 1 – 0                                                                      | Inghilterra                                                                | Mondiali 1958 - Spareggio                                                  | -                                                                          |                                                                            |
| 26-11-1958                                                                 | Birmingham                                                                 | Inghilterra                                                                | 2 – 2                                                                      | Galles                                                                     | Amichevole                                                                 | -                                                                          |                                                                            |
| Totale                                                                     |                                                                            | Presenze                                                                   | 5                                                                          |                                                                            | Reti                                                                       | 1                                                                          |                                                                            |

### Statistiche da allenatore
| Club       | Dal            | Al               | Record | Record | Record | Record | Record     |
| Club       | Dal            | Al               | G      | V      | N      | P      | % vittorie |
| ---------- | -------------- | ---------------- | ------ | ------ | ------ | ------ | ---------- |
| Stoke City | 9 gennaio 1978 | 13 febbraio 1978 | 1      | 0      | 0      | 1      | 0          |

## La morte
A'Court è morto di cancro il 14 dicembre 2009, lasciando la moglie Alma e o fogli Steven e Sara.

## Palmarès

### Giocatore

#### Competizioni nazionali
- Campionato inglese: 1

Liverpool: 1963-1964
- Second Division: 1

Liverpool: 1962